# Anatoli Khrapati
Anatoli Mikhailovitch Khrapati (em cazaque:  Анатолий Михайлович Храпатый; 20 de outubro de 1962 – 11 de agosto de 2008, em Astana) foi um halterofilista, que competiu pela União Soviética e depois pelo Cazaquistão.
Khrapati ganhou cinco campeonatos mundiais e o ouro olímpico em 1988, na categoria até 90 kg, sob a bandeira da União Soviética. Pelo Cazaquistão, ganhou duas medalhas de prata nos Jogos Asiáticos (1994, 1998) e uma nos Jogos Olímpicos (1996). Ele participou dos Jogos de Sydney 2000, mas não concluiu a prova.
Anatoli Khrapati definiu cinco recordes mundiais ao longo de sua carreira — quatro antes da reestruturação das classes de peso em 1993 e um após isso (ver também: recordes mundiais do halterofilismo), sendo um no arranque, dois no arremesso e um no total combinado (arranque + arremesso), e um no arremesso após 1992.
Quadro de recordes
| Data                                               | Disciplina | Marca    | Classe de peso | Lugar   |
| -------------------------------------------------- | ---------- | -------- | -------------- | ------- |
| 14.09.1984                                         | Total      | 402,5 kg | –82,5 kg       | Varna   |
| 14.09.1984                                         | Arranque   | 181 kg   | –82,5 kg       | Varna   |
| 11.09.1987                                         | Arremesso  | 233,5 kg | –90 kg         | Ostrava |
| 29.4.1988                                          | Arremesso  | 235 kg   | –90 kg         | Cardiff |
| Após a reestruturação das classes de peso em 1993: |            |          |                |         |
| 08.04.1996                                         | Arremesso  | 228 kg   | -99 kg         | Yachiyo |

Ele morreu devido a um acidente de motocicleta.